# Astragalus exscapus
Astragalus exscapus är en ärtväxtart som beskrevs av Carl von Linné. Astragalus exscapus ingår i släktet vedlar, och familjen ärtväxter.

## Underarter
Arten delas in i följande underarter:
- A. e. exscapus
- A. e. pubiflorus
- A. e. transsilvanicus

## Bildgalleri

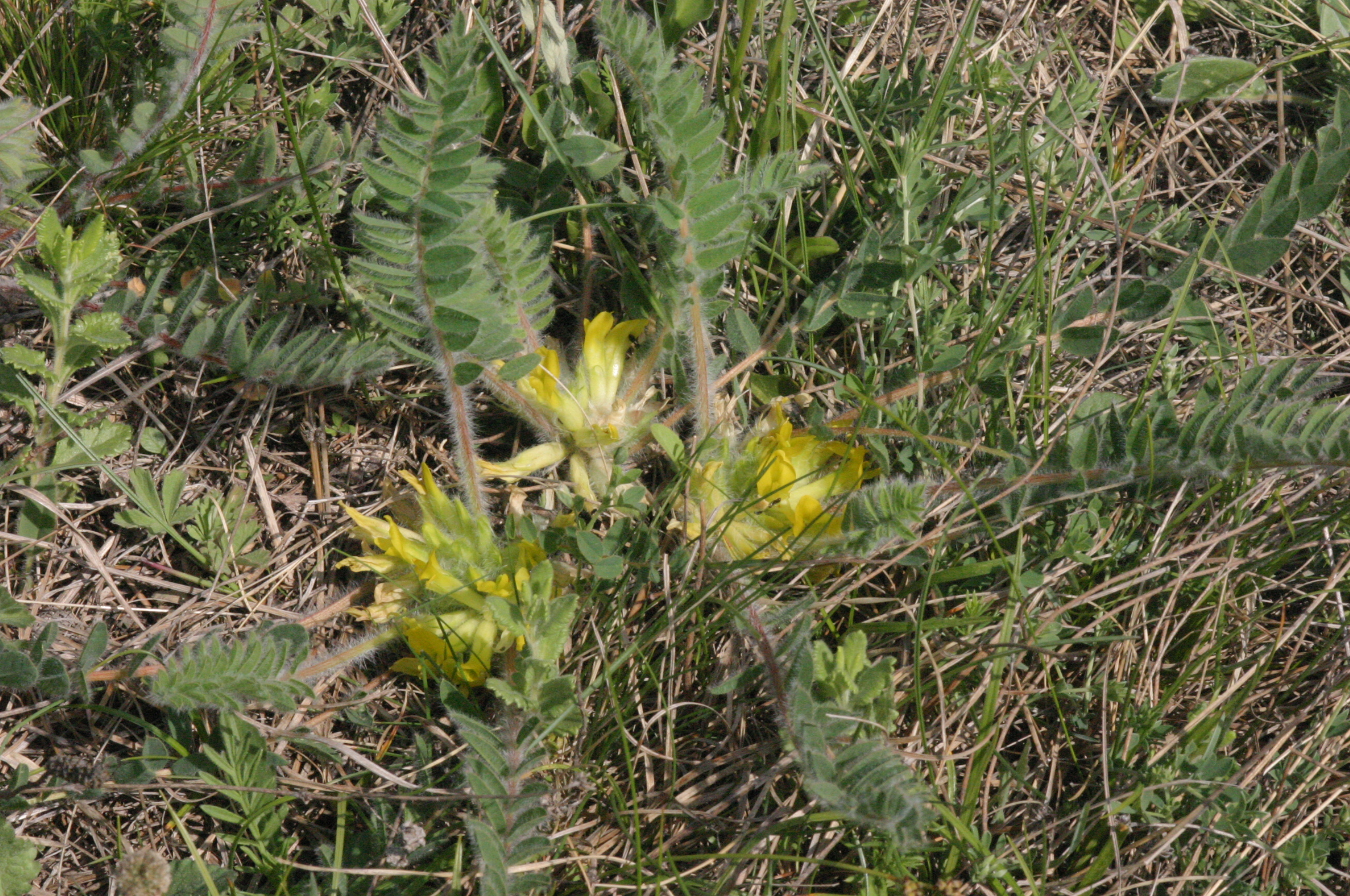
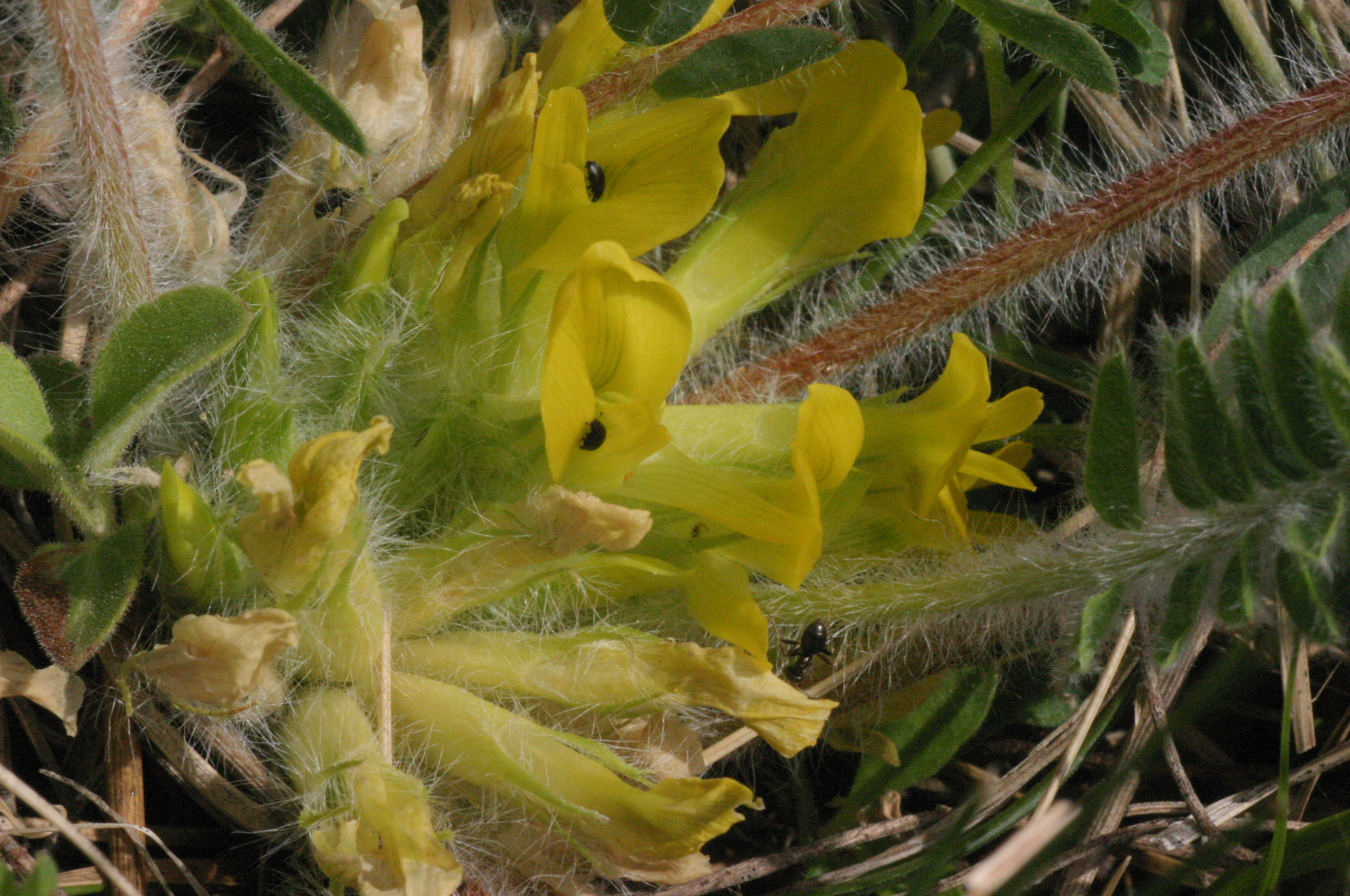
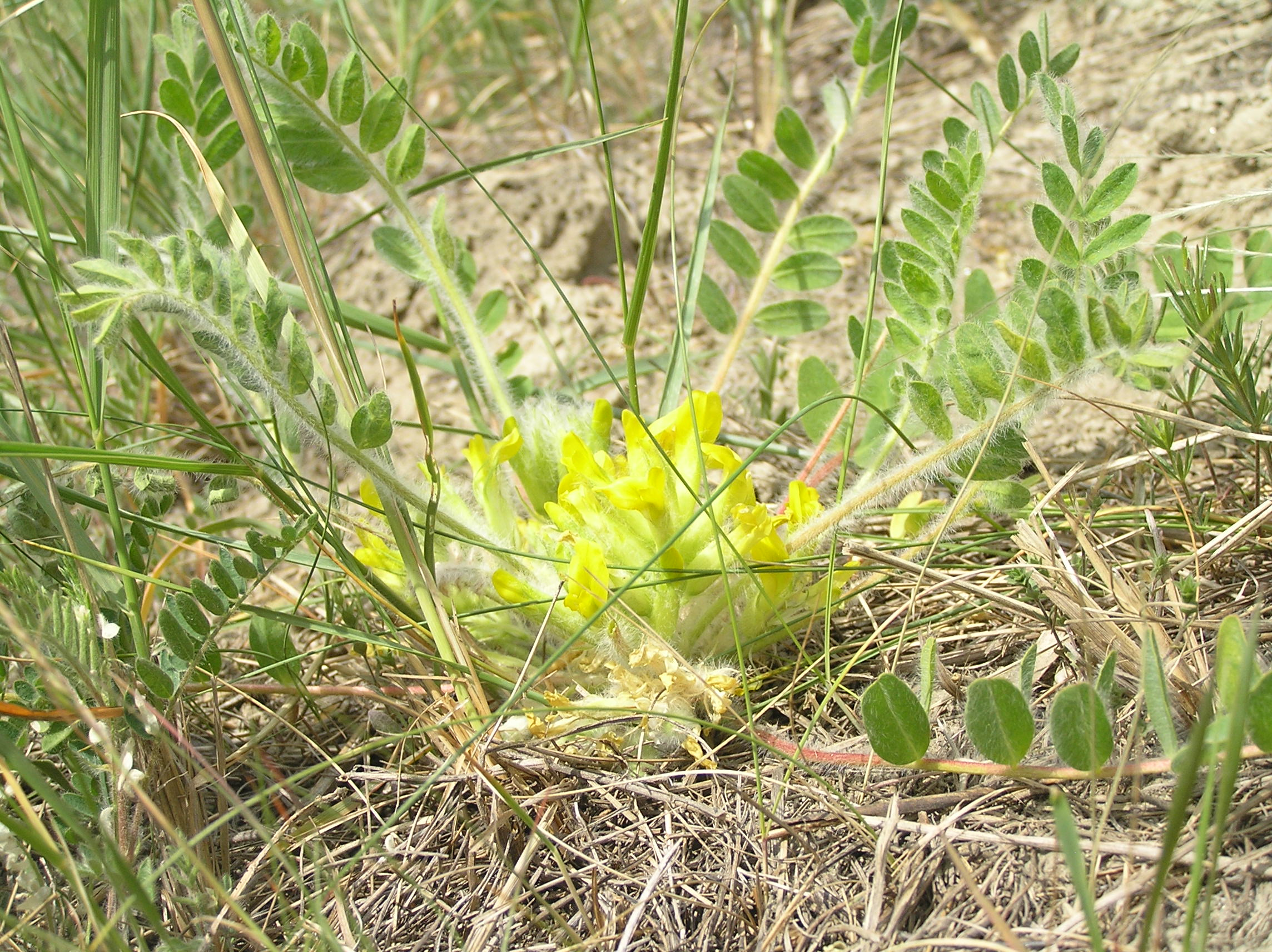
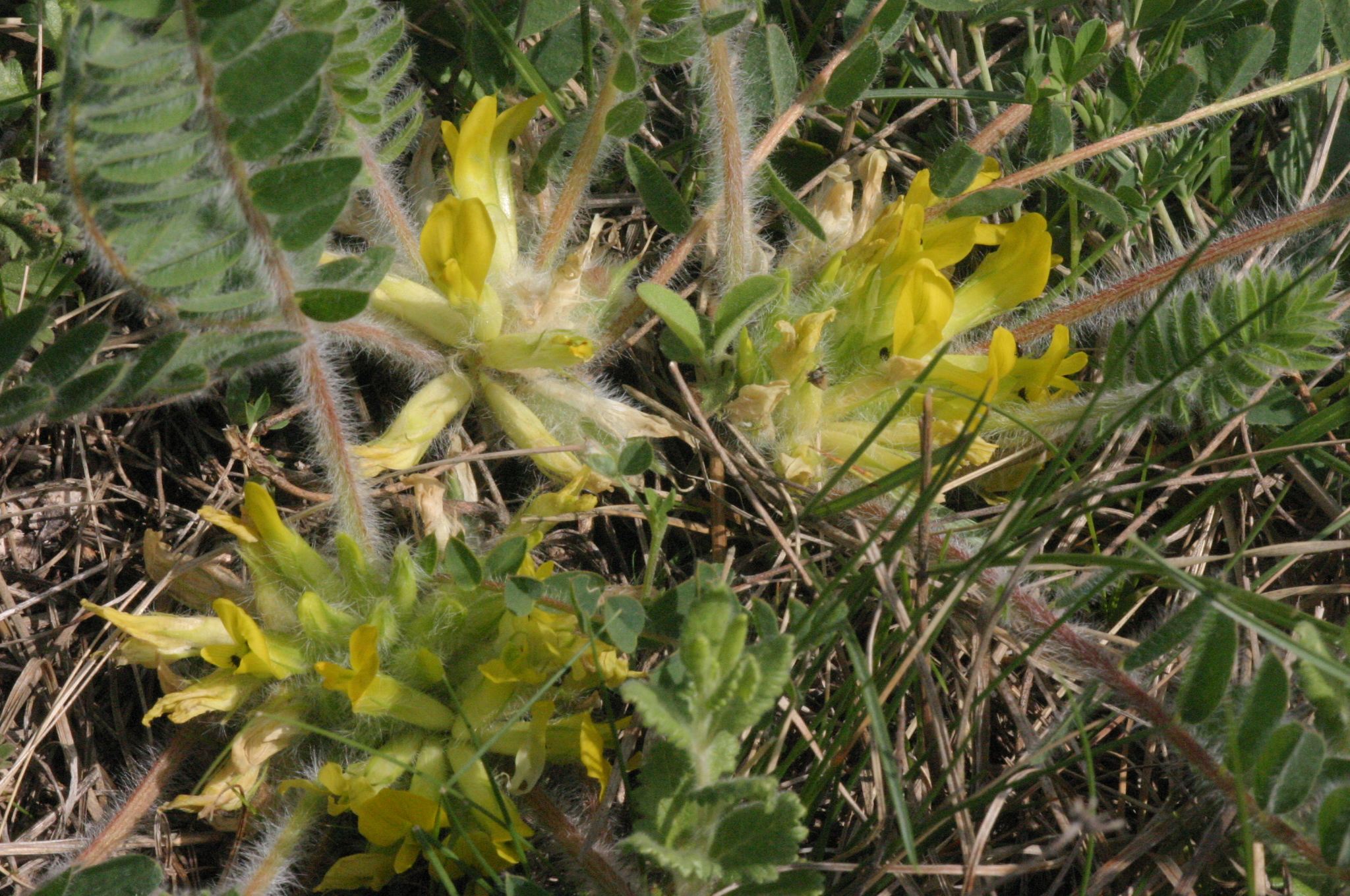
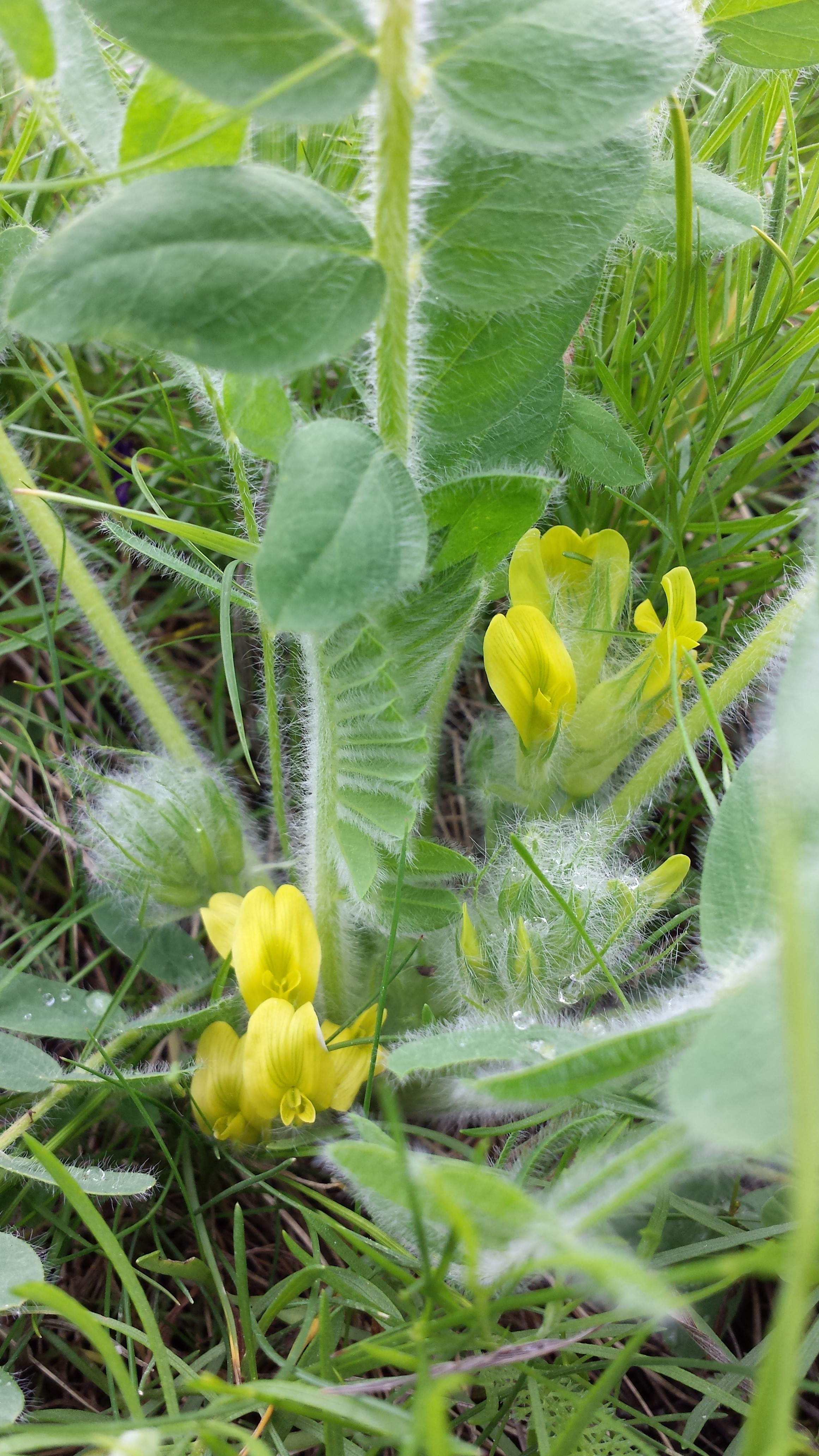
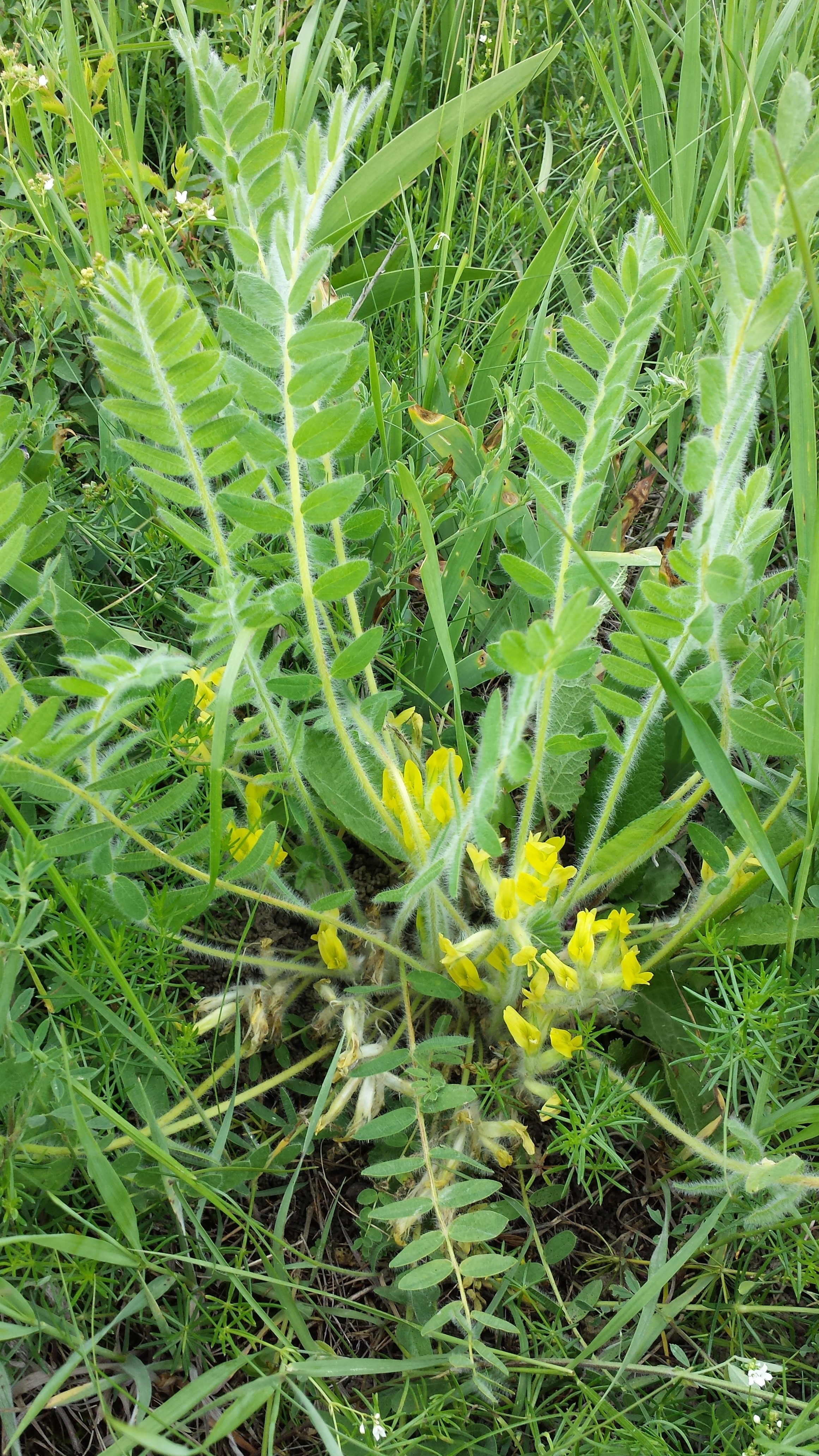